# Ohna
Ohna (ОХНА Айылы, Orozbekov) est un village qui se trouve dans le district de Kadamjai au Kirghizistan. Il a 7 zones principales, Garaj, Kuldu, Boston, Zar, Joo-Kesek, Naiman et Uchkun. Sa rue la plus importante est Abdykadyr Orozbekov. Abdykadyr Orozbekov, Polat Khan et beaucoup d'autres personnes historiques Kyrgyz réputées sont nés là bas.
En 2005, la population était de 16 523 personnes.